# Nerilla stygicola
Nerilla stygicola är en ringmaskart som beskrevs av Ax 1957. Nerilla stygicola ingår i släktet Nerilla och familjen Nerillidae. Inga underarter finns listade i Catalogue of Life.